# Teruhito Nakagawa
Teruhito Nakagawa (n. 27 iulie 1992, Prefectura Kanagawa, Japonia) este un fotbalist japonez.
În 2019, Nakagawa a jucat 2 meciuri pentru echipa națională a Japoniei.

## Statistici
| Japonia | Japonia | Japonia |
| An      | Meciuri | Goluri  |
| ------- | ------- | ------- |
| 2019    | 2       | 0       |
| Total   | 2       | 0       |